# Red Flag
Red Flag é o quarto álbum de estúdio do girl group britânico All Saints. Foi lançado em 8 de abril de 2016, pela London Records, que relançou especialmente para o projeto. Ele serve como álbum de retorno do grupo, seu primeiro em quase uma década, após o lançamento do Studio 1 em 2006, que resultou na saída delas da Parlophone. Uma série de apresentações ao vivo e turnês com os Backstreet Boys em 2014 despertou o interesse das garotas em voltar a cantar juntas e gravar um álbum de inéditas. As All Saints colaborou com os produtores K-Gee, Hutch, The Invisible Men e Utters para o álbum.
Red Flag foi precedido pelo lançamento de "One Strike" como seu single principal em 23 de fevereiro de 2016. O álbum recebeu críticas positivas de críticos de música com alguns até mesmo considerá-lo o melhor trabalho da banda. O álbum foi um sucesso no Reino Unido, onde estreou no número três na parada de álbuns. Para promover a Red Flag, All Saints fez um show no London KOKO em 4 de abril de 2016 e embarcou em sua primeira turnê em 15 anos, a Red Flag Tour, em outubro de 2016. No ano seguinte, o grupo realizou a turnê de verão para a promoção do novo álbum, em uma série de mais de 30 apresentações pelo Reino Unido, entre maio e agosto de 2017, incluindo 22 shows com o grupo britânico Take That.

## Antecedentes
Em 2007, todas as All Saints foram abandonadas pela gravadora Parlophone depois das vendas baixas de seu terceiro álbum de estúdio, Studio 1 e do limitado sucesso do terceiro álbum de compilação do grupo, Pure Shores: The Very Best of All Saints, Todas as integrantes também saíram da gravadora individualmente. Dois anos mais tarde, logo após o breve retorno em 2006, a integrante do grupo Melanie Blatt declarou que a banda "nunca mais voltaria".
O grupo foi convidado para estrelar o programa "The Big Reunion", porém Todas as integrantes recusaram. Inesperadamente no ano seguinte, As All Saints foram convidadas a participarem como convidadas especiais para cinco datas da turnê dos Backstreet Boys em IrEternoseland e no Reino Unido. As datas da excursão ocorreram de 26 março a 5 de abril de 2014. mesmo que não tenham ganhado dinheiro o grupo definiu a experiência como "refrescante" e "dinheiro bem gasto". No entanto isso, despertou o interesse dentro do grupo para produzirem um novo álbum de estúdio e voltar a cantar juntas; A integrante do grupo Natalie Appleton disse: "Nós pensamos que nós apenas fazíamos isso por uma risada, mas então nós simplesmente não queríamos que terminasse. Nós gostamos de estar juntas. Nós queríamos estar juntas. Seja de qualquer maneira, mas nós queríamos estar juntos no neste mundo. ""Nós pensamos que nós apenas fazíamos isso por uma risada, mas então nós simplesmente não queríamos que terminasse. Nós gostamos de estar juntos. Nós queríamos estar juntos. Fora de qualquer maneira, mas nós queríamos estar juntos no  este  mundo."
All Saints continuou realizando shows adicionais em GAY, Manchester Pride e no V Festival nesse ano. As Saints se apresentaram no social media, em junho de 2015, sugerindo um próximo projeto e turnê. O grupo foi abandonado por sua antiga gravadora Parlophone, após as vendas sem êxito de seu terceiro álbum de estúdio, "Estúdio 1".  A seqüência de performances ao vivo foi visto como um retorno triunfante para o grupo e levou a muita especulação de uma possível reunião definitiva. Um vídeo promocional foi compartilhado pelo grupo nas mídias sociais em junho de 2015, sugerindo um próximo projeto e turnê. Da mesma forma, em 1 de janeiro de 2016, o grupo postou uma imagem promocional de si mesmo olhando para cima na frente de um fundo cinza com uma mensagem escrito "2016".

## Produção
O processo de produção do álbum começou em abril de 2014 após o In a World Like This Tour. All Saints disseram que não iriam lançar um álbum de estúdio se elas não acreditassem na música que gravaram. Isto era especialmente importante para Melanie Blatt que considerava a era do Estúdio 1 e contrato Parlophone fraudulento. Em uma entrevista para o i-D, Shaznay Lewis, integrante do grupo, disse que o retorno era sobre o relacionamento do grupo entre si e "nada a ver com a indústria, ganhar dinheiro ou vender discos". Ao contrário dos álbuns anteriores do grupo, a gravação da Red Flag aconteceu casualmente e em boas condições; Lewis afirmou que teria sido completado "muito mais rápido se [o grupo] passasse menos tempo brincando ao mesmo tempo que o fazia".
Red Flag foi o primeiro álbum a ser inteiramente arranjado pelo grupo sem ligação com gravadoras. Antes de seu desenvolvimento, Lewis tinha tomado conhecimento de um novo produtor, Hutch, cujo trabalho ela adorava e viu o álbum como a oportunidade ideal para uma colaboração com ele. O grupo também se aproximou de outros produtores, incluindo, Utters e The Invisible Men, e K-Gee, que tinha produzido grande parte do seu repertório de volta. K-Gee insistiu que as All Saints trabalhou com outros produtores antes de trabalhar com ele e conseqüentemente se tornou o produtor executivo do registro. A lista de faixas foi encomendada a partir da primeira faixa do grupo gravado para o álbum até a última. Um total de 20 canções foram gravadas com oito gravações posteriores não realizando cortes. O grupo ficou tão envolvido durante o processo de gravação e desenvolvimento que elas continuaram voltando para sessões adicionais e aperfeiçoando e ajuste. Só quando o álbum foi concluído que elas buscaram investidores e um gravadora para o projeto.
A maioria das faixas em Red Flag foram escritas por Lewis com temas muito pessoais para o grupo. Eles foram escritos com uma perspectiva significativamente mais madura que a dos lançamentos anteriores do grupo. Em uma entrevista para The Observer, Lewis explicou: "Porque temos idade suficiente para saber que hey, a vida não é perfeita, e não é como:" Estou apaixonado e nada de ruim vai acontecer comigo ... "Acontece". One Strike" foi inspirado pela separação do casamento da integrante do grupo, Nicole Appleton, com o integrante da banda Oasis e Beady Eye, Liam Gallagher, que detalha as emoções de Nicole quando lhe foi revelado que Gallagher teve um caso e foi revelado que a amante a jornalista americana Liza Ghorbani estava esperando um fiho com ele. Blatt citou Red Flag como o lançamento do grupo e seu álbum favorito do grupo e o que ela "sempre quis fazer". Enquanto Lewis disse que "não poderia sentir-se mais feliz".

## Lançamento
Inicialmente All Saints planejou para iniciar o seu próprio selo de gravação para o lançamento do álbum, no entanto, a gravadora antiga do grupo, London Records decidiu lança-lo especialmente para o projeto. Em 27 de janeiro de 2016, o grupo anunciou que a Red Flag seria lançado em 8 de abril de 2016. Cada integrante do grupo, entrou no  Twitter no mesmo dia para postar emojis de bandeiras vermelhas em alusão ao nome do álbum. O disco foi disponibilizado para pré-encomenda em 23 de fevereiro de 2016. CDs assinados foram disponibilizados para pré-encomenda exclusivamente para Amazon.co.uk.

## Divulgação
Para promover Red Flag, as All Saints apareceram em Alan Carr: Chatty Man para uma entrevista e uma performance de "One Strike" em 17 de março de 2016. O grupo lançou então seu primeiro espetáculo depois de uma década em KOKO de Londres em 4 de abril 2016. O show foi um sucesso crítico e comercial; Ele recebeu o elogio dos critícos do The Daily Telegraph e The Guardian, os ingressos foram vendidos em um minuto. O grupo está agendado para promover ainda mais mais o disco com sua apresentação no em G-A-Y em 18 de abril de 2016, o Festival de Música de Chipping Norton em 9 de julho de 2016 e no V Festival em 20 de agosto de 2016. Elas também embarcarão em sua primeira turnê em 15 anos, o Red Flag Tour, em apoio ao álbum. Os ingressos para a turnê foram disponibilizados pela primeira vez em 16 de março de 2016 através de uma pré-venda de fãs exclusivas no site do grupo para seus assinantes do boletim informativo e, posteriormente, por Gigsandtours.com em 18 de março de 2016 às 09:00. A turnê do Red Flag visitará 10 cidades britânicas durante todo o mês de outubro, começando em Newcastle depois em Tyne e terminando em Norwich.

## Singles
"One Strike" foi lançado como o primeiro single de Red Flag no meio da semana em 23 de fevereiro de 2016. Ele se curvou no número 198 inicialmente no UK Singles Chart, e re-entrou no número 115 após o lançamento de "Red Flag". Também recebeu críticas de críticos. This Is War foi lançado de forma promocional antes da liberação do álbum, "This Is a War" em 1 de abril de 2016. Mais tarde, "This Is a War" foi finalmente anunciado como o segundo single do álbum. a música recebeu um remix para para as pistas de dança, O vídeo da música foi lançado em 8 de junho de 2016.

## Recepção da crítica
| Críticas profissionais  | Críticas profissionais |
| Pontuações agregadas    | Pontuações agregadas   |
| Fonte                   | Avaliação              |
| ----------------------- | ---------------------- |
| Metacritic              | 68/100                 |
| Avaliações da crítica   |                        |
| Fonte                   | Avaliação              |
| Allmusic                | [ 29 ]                 |
| Attitude (magazine)     | 8/10                   |
| Exclaim!                | 8/10                   |
| The Guardian            | [ 32 ]                 |
| London Evening Standard | [ 33 ]                 |
| musicOMH                | [ 34 ]                 |
| The Observer            | [ 35 ]                 |
| State                   | [ 36 ]                 |
| Time Out                | [ 37 ]                 |
| The Times               | [ 38 ]                 |

Red Flag recebeu revisões positivas dos críticos da música. O metacritic, atribui uma pontuação média ponderada de 100 para comentários de críticos mainstream, o álbum recebeu uma pontuação média de 68, com base em nove avaliações, indicando "geralmente opiniões favoráveis".. Yasmine Shemesh do "Exclaim!" Viu Red Flag como o melhor álbum do grupo, observando que ele conseguiu continuar o padrão de seus lançamentos anteriores, mantendo-se relevante; Ela destacou os vocais suaves do grupo, harmonias sincronizadas. Em sua crítica para a revista Time Out, Nick Levine disse que as All Saints "fez um retorno incrivelmente livre de pecado" com o álbum que elogiou por se sentir "adulto sem ser chato". Escrevendo para a revista Attitude, Jon O'Brien considerou o álbum como "o som de um grupo que ainda tem muito a oferecer no aqui e agora" e "um retorno atemporal à forma que exalta as virtudes de se reunir pelo amor ao mesmo Do que o dinheiro". Lewis Corner, da Digital Spy, considerou a Red Flag "um dos materiais mais fortes e genuínos que All Saints já gravou", complementando sua combinação de experimentos antigos e novos, e especificamente a composição de Lewis por ser oportuna e lembrar o repertório do grupo. Stephen Sears do Idolator disse que "não só permanece fiel ao seu som, mas reflete sua maturidade, na experiência, não idade", saudando "This Is a War" como uma das "músicas mais fortes que o grupo já gravou".
Numa crítica menos entusiasmada, Richard Goodwin, do London Evening Standard, disse que Red Flag pulsava e continha "momentos tão potentes quanto qualquer coisa que elas fizeram", mas descobriu que ele era "tão irregular quanto Patchy McPatchface". Harriet Gibsone, de The Guardian, escreveu que o álbum foi "assediado por energias vermelhas", acrescentando: "Partes de seu quarto álbum nem sempre correspondem a esse estilo savvy anterior, no entanto. Experimentos com ritmos mundiais sentar-se ao lado de baladas maduras de diferentes Graus de schmaltz". Leonie Cooper escreveu no NME, opinou que a Red Flag "emociona e decepciona em igual medida".

## Faixas
| N.º            | Título               | Compositor(es)                                             | Produtor(es)             | Duração |  |
| 1.             | "One Strike"         | Shaznay Lewis Pete Hutchings                               | Hutch                    | 3:33    |  |
| 2.             | "One Woman Man"      | Lewis Dan Radclyffe                                        | Utters K-Gee             | 4:01    |  |
| 3.             | "Make U Love Me"     | Lewis James Dring Jody Street                              | K-Gee                    | 3:46    |  |
| 4.             | "Summer Rain"        | Lewis Fred Ball                                            | Ball K-Gee               | 3:43    |  |
| 5.             | "This Is a War"      | Lewis Jonny Coffer Jonathan Lipsey                         | K-Gee Jonny Rockstar     | 4:49    |  |
| 6.             | "Who Hurt Who"       | Melanie Blatt Sasha Scarbek                                | Scarbek                  | 4:00    |  |
| 7.             | "Puppet on a String" | Lewis Ball                                                 | Ball                     | 3:24    |  |
| 8.             | "Fear"               | Lewis George Astasio Jason Pebworth Jon Shave James Draper | The Invisible Men Draper | 3:56    |  |
| 9.             | "Ratchet Behaviour"  | Lewis Karl Gordon Cleopatra Humphrey Lexie Lee             | K-Gee                    | 3:54    |  |
| 10.            | "Red Flag"           | Lewis Gordon                                               | K-Gee                    | 4:19    |  |
| 11.            | "Tribal"             | Lewis Gordon                                               | K-Gee                    | 4:05    |  |
| 12.            | "Pieces"             | Lewis Gordon                                               | K-Gee                    | 4:06    |  |
| Duração total: | Duração total:       | Duração total:                                             | Duração total:           | 40:36   |  |

## Desempenho nas tabelas musicais

### Paradas semanais
| Chart (2016)                        | Maior posição |
| ----------------------------------- | ------------- |
| Austrália (ARIA)                    | 77            |
| Bélgica (Ultratop Flandres)         | 104           |
| Bélgica (Ultratop Valônia)          | 73            |
| Escócia (Official Scottish Albums)  | 6             |
| Irlanda (IRMA)                      | 29            |
| Países Baixos (Dutch Charts)        | 89            |
| Reino Unido (Official Albums Chart) | 3             |
| Suíça (Schweizer Hitparade)         | 70            |